# ثطاء
ثَطَّاء أو ثَطْأة أو ثَطَاة (الاسم العلمي Lachesana)، جنس عناكب جوّالة من المفصليات وفصيلة الهبوريات (عنكبوت النمل). وصفت لأول مرة في عام 1932 من قبل ستراند. واعتبارًا من عام 2017، تم وصف 7 أنواع لجنس ثطاء.